# 布魯士·班文
理查德·布魯士·班文（Richard Bruce Banman，？—），加拿大政治人物，現任卑詩省議會亞博斯福南選區議員。他在2020年卑詩省省選首次以卑詩自由黨（後更名為卑詩聯合黨）候選人身份當選，2023年9月13日則轉投卑詩保守黨。晉身省政前他曾在2011年至2014年間擔任卑詩省亞博斯福市長，2018年至2021年間則任亞博斯福市議員。

## 生平
班文於卑詩省智利域成長，1980年代初遷居亞博斯福，曾修讀於菲沙河谷學院，後則轉讀俄勒岡州波特蘭的西部州份脊骨神經療法學院，1997年畢業後於亞博斯福從事脊骨神經療師。他與妻子育有兩名子女。
他於2011年市選擊敗競逐連任的佐治·佩里（George Peary），當選亞博斯福市長。2014年市選他競逐連任，但以少於六百票之差敗予亨利·布朗（Henry Braun）。2018年市選他重返市政，以眾候選人中第二高票數當選亞博斯福市議員。
班文於2019年5月宣布角逐卑詩自由黨候選人提名，在下屆省選代表該黨競逐卑詩省議會亞博斯福南選區議席。他於2020年2月在黨內初選中擊敗另外兩位候選人順利出線，再於同年10月省選中以二千多票之差擊敗新民主黨候選人英德·佐哈爾（Inder Johal），首度當選省議員，2021年2月則辭任亞博斯福市議員。他在該屆省議會中出任官方反對黨的應急管理、氣候準備及公民服務評議員。
他於2023年9月13日轉投卑詩保守黨，成為該黨在省議會的第二位議員；他表示此舉是為了更有效代表該區選民。他的跳槽也使保守黨在省議會中獲得正式黨派地位，能設立黨團辦公室和在問政時段獲取穩定發言機會；他隨之被任命為保守黨的黨團領袖。2024年省選班文以保守黨黨員身份順利連任，同年11月獲黨魁羅仕德委派出任官方反對黨黨團黨鞭。